# Рюделль, Аарон
Аарон Габриэль Сток Рюделль (швед. Aaron Gabriel Stoch Rydell; род. 14 октября 2006, Стокгольм) — шведский футболист, нападающий АИК.

## Клубная карьера
Начал заниматься футболом в шестилетнем возрасте в школе АИК, откуда спустя четыре года перебрался в «Карлберг». В 14-летнем возрасте присоединился к академии «Броммапойкарны», где также выступал за юношеские команды клуба. В январе 2023 года перебрался в «Норшелланн». В датском клубе выступал за молодёжную команду до 19 лет.
В марте 2024 года вернулся в АИК, подписав с клубом контракт, рассчитанный на четыре года. 16 мая в матче с «Эльфсборгом» дебютировал в чемпионате Швеции, появившись на поле на 79-й минуте вместо Руя Модесто.

## Клубная статистика
| Выступление      | Выступление      | Выступление      | Лига | Лига | Кубки | Кубки | Конт. кубки | Конт. кубки | Итого | Итого |
| Клуб             | Лига             | Сезон            | Игры | Голы | Игры  | Голы  | Игры        | Голы        | Игры  | Голы  |
| ---------------- | ---------------- | ---------------- | ---- | ---- | ----- | ----- | ----------- | ----------- | ----- | ----- |
| АИК              | Алльсвенскан     | 2024             | 2    | 0    | 0     | 0     | 0           | 0           | 2     | 0     |
| АИК              | Итого            | Итого            | 2    | 0    | 0     | 0     | 0           | 0           | 2     | 0     |
| Всего за карьеру | Всего за карьеру | Всего за карьеру | 2    | 0    | 0     | 0     | 0           | 0           | 2     | 0     |